# Calopteryx amata
Calopteryx amata är en trollsländeart som beskrevs av Hagen 1889. Calopteryx amata ingår i släktet Calopteryx och familjen jungfrusländor. Inga underarter finns listade i Catalogue of Life.

## Bildgalleri

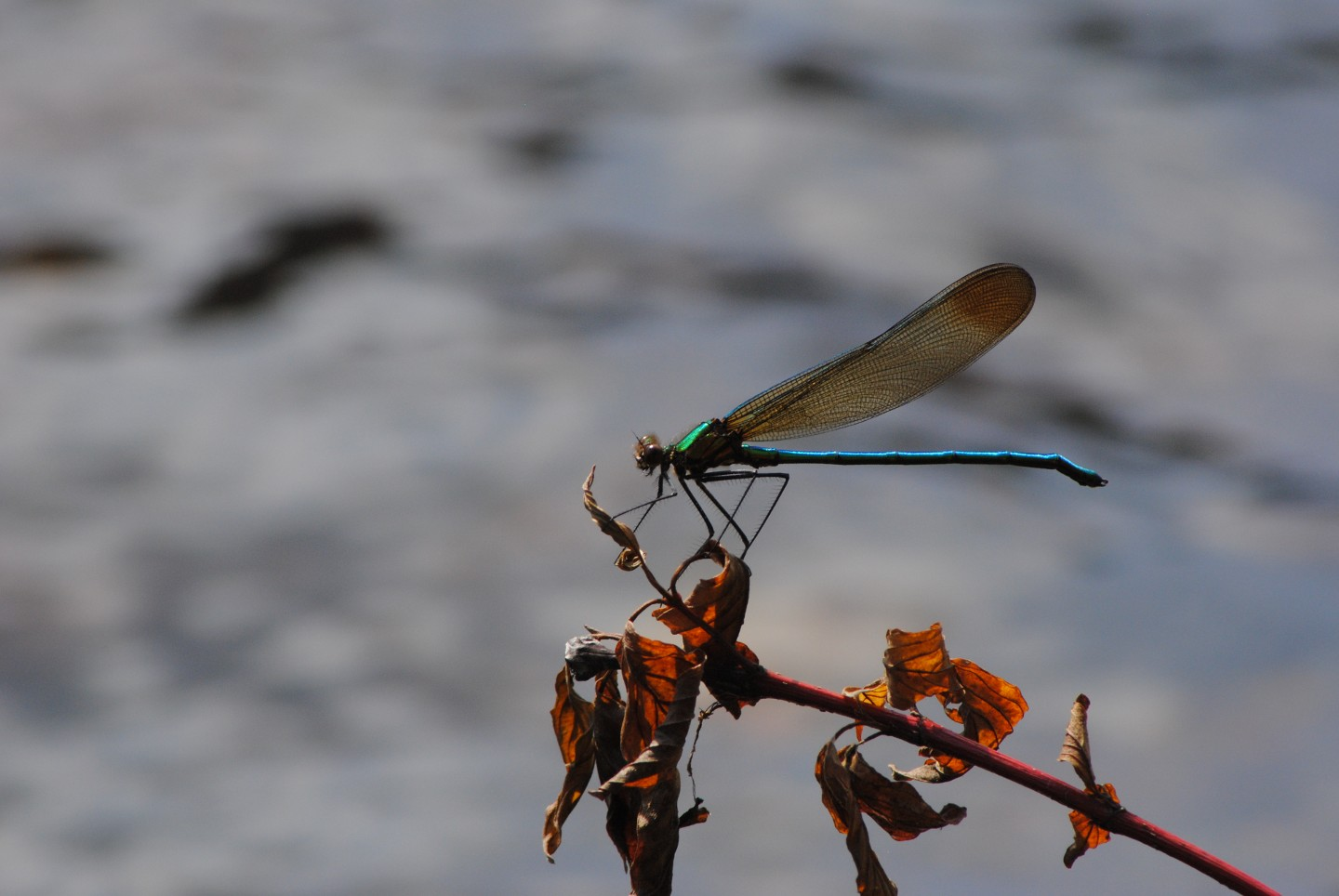